# O País (Mosambik)
O País (port. Das Land) ist eine mosambikanische, portugiesischsprachige Tageszeitung. Die in Maputo herausgegebene Zeitung gehört der privaten Soico Media Group, der u. a. auch der private Fernsehsender stv gehört.

## Geschichte
O País wurde im Jahr 2002 als Wochenzeitung gegründet, sie entstand im Zwist um die journalistische Ausrichtung innerhalb der Zeitungsredaktion von Domingo. 2003 kaufte Daniel David, Eigentümer der Soico Media Group, die Zeitung, seitdem ist sie eines der drei Medien der Soico Media Group (stv, sfm und O País), die sich einen gemeinsamen Newsdesk teilen. Als Hauptkonkurrent der privaten Zeitung, die 2008 relauncht wurde und seitdem mit 32 Seiten in Farbe täglich erscheint, gilt die staatliche Notícias. Die Zeitung soll eine Auflage von 30.000 Stück pro Tag haben.

## Profil
Galt O País anfangs noch relativ regierungskritisch, veränderte sich das Profil im Laufe der Zeit. Während der hohen Inflation in Mosambik im Jahr 2010 und der darauf folgenden Proteste berichtete die Mediengruppe ununterbrochen über die Unruhen. Daraufhin verlor die Mediengruppe die Gunst der FRELIMO-Regierung, Journalistinnen und Journalisten wurden nicht mehr zu Reisen von Regierungsvertretern eingeladen. Seitdem veränderte sich die Berichterstattung und gilt als regierungsfreundlicher. Im September 2013 entließ die Mediengruppe den Chefredakteur der Zeitung und gleichzeitig Nachrichtenverantwortlichen der Mediengruppe, Jeremias Langa, auf Druck der Regierung, da er sich zu regierungskritisch geäußert habe. Er wurde durch Olívia Massango ersetzt.
Seit 2014 kooperiert die Soico Media Group mit dem staatlichen chinesischen Senderverband CCTV. In  einem Konferenzpaper untersuchten Sérgio Chichava, Lara Côrtes und Aslak Orre Artikel dreier Tageszeitungen (O País, A Verdade und Domingo) mit China-Bezug: Die Autoren kamen zu dem Schluss, dass die Berichterstattung von O País relativ ausgeglichen sei, d. h. es im Untersuchungszeitraum die gleichen Anzahl an positiven wie negativ-kritischen Artikeln zu China und chinesischen Tätigkeiten in Mosambik gegeben habe.